# Flugplatz Speyer

i7
i11
i13
Der Flugplatz Speyer (IATA-Code: ZQC), (ICAO-Code: EDRY) ist der Verkehrslandeplatz der Stadt Speyer.

## Start- und Landebahn
Die Start- und Landebahn wurde im Herbst 2011 auf 1677 Meter verlängert. Hierdurch stehen für Starts und Landungen jeweils 1400 Meter zur Verfügung. Die Länge ist daher auch nach Einführung der neuen europäischen Sicherheitszuschläge nach Joint Aviation Requirements for Operations (JAR-OPS 1) für gewerblichen Flugverkehr und Werkverkehr ausreichend.

## Anfahrt
Der Flugplatz liegt im Südosten der Stadt in einem Rheinknie. Der Speyerer Dom ist in zehn Gehminuten zu erreichen. Das Technik-Museum Speyer liegt unmittelbar nördlich.
Öffentliche Verkehrsmittel: Die Innenstadt ist über eine Haltestelle des Stadtbuslinie 561 in wenigen Minuten zu erreichen.

## Betreibergesellschaft
Der Flugplatz wird von der FSL Flugplatz Speyer/Ludwigshafen GmbH betrieben. Mehrheitseigner der Gesellschaft war von 2000 bis 2013 die IHK Pfalz. 2013 beschloss die Hauptversammlung, die meisten Anteile an die BASF abzugeben, die dadurch mit fast 50 % größter Gesellschafter wurde.

## Ausbau

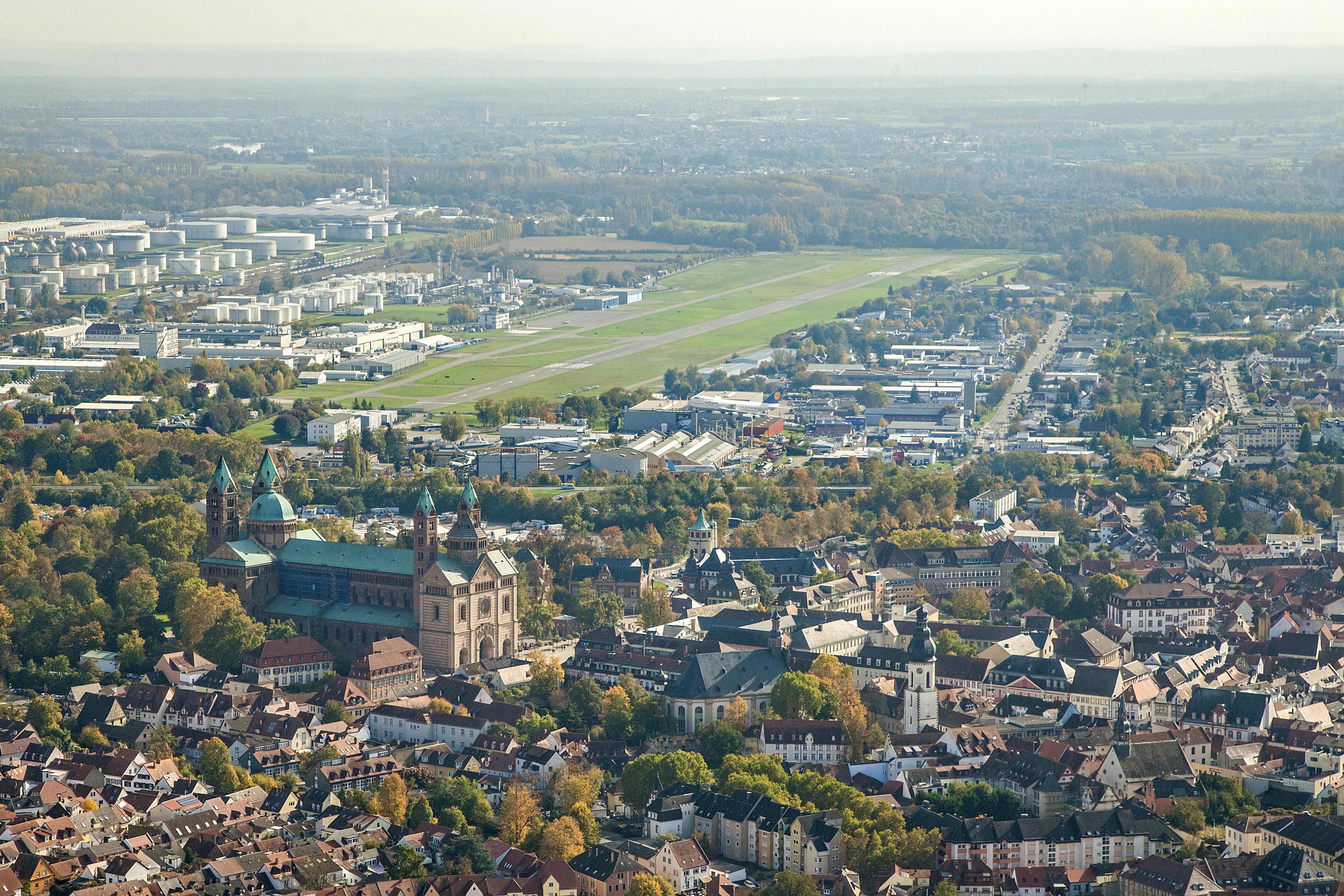
Flugplatz Speyer/Ludwigshafen aus der Luft

Wegen der hohen Bedeutung für die regionale Wirtschaft wurde eine Verlängerung der Startbahn geplant, die ursprünglich 2007 fertiggestellt werden sollte. Hierbei wurde die Piste von 1226 m um ca. 450 m auf 1677 m verlängert. Die rund 500 m lange Graspiste westlich der Asphaltpiste war vom Ausbau nicht betroffen.
Dieser Ausbau wurde von einer Bürgerinitiative, mehreren Stadtratsfraktionen und Nachbargemeinden abgelehnt. 2009 billigte das Oberverwaltungsgericht Rheinland-Pfalz den Planfeststellungsbeschluss mit Ausnahme der Nachtflug-Regelung. Der Ausbau der Landebahn erfolgte vom September 2010 bis August 2011.

## Zahlen
| Jahr | Flugbewegungen | davon Jets | Ergebnis in € |
| ---- | -------------- | ---------- | ------------- |
| 2013 | 31462          |            | −1.006.932,07 |
| 2014 |                |            | −586.851,65   |
| 2015 | 30000          | 1800       | −469.215,10   |
| 2016 | 35000          | 2000       | −479.362,82   |
| 2017 | 38000          | 2200       | −424.053,39   |
| 2018 |                |            | −362.333      |
| 2019 | 40000          |            | −287.333      |
| 2020 | 46857          |            |               |
| 2021 | 58474          |            |               |

## Diskussion um die Zukunft des City-Airports Mannheim
Seit geraumer Zeit wird eine Diskussion über die Zukunft des Flugplatzes Mannheim geführt. Als mögliche Alternative wurde auch der Flugplatz Speyer genannt.

## Geschichte

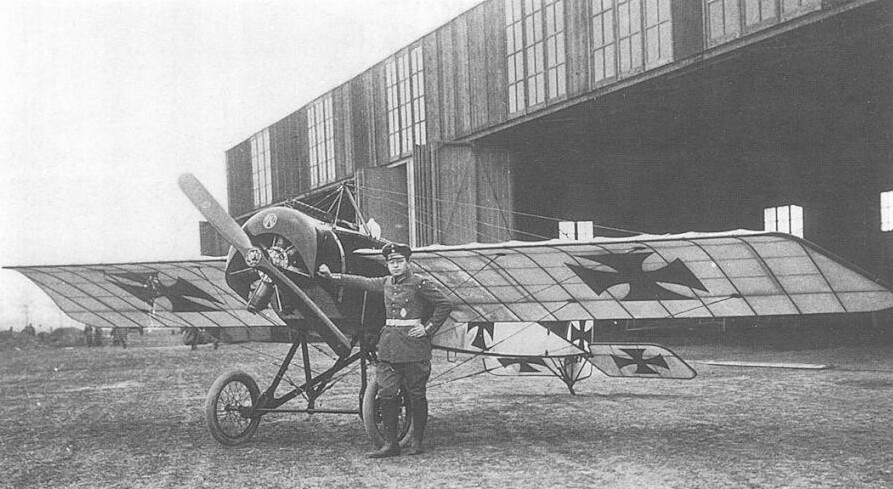
Flugzeug der Pfalz-Flugzeugwerke im Ersten Weltkrieg

Der Flugplatz geht zurück auf die Gründung der Pfalz-Flugzeugwerke 1913. Nach deren Untergang siedelten sich 1937 die Flugwerke Pfalz-Saar an. Nach dem Zweiten Weltkrieg wurde der Flugsportverein gegründet und es siedelte sich Heinkel an, später nacheinander Teil von VFW, VFW-Fokker, MBB und DASA. 1971 wurde die asphaltierte Landebahn angelegt, die 1986 erweitert wurde. 1994 kaufte eine Betreibergesellschaft den Flugplatz von der DASA.
Nachdem 1999 das anliegende Technik-Museum die Ausstellung einer Antonow An-22 beschlossen hatte, stellte sich die Frage zum Transport der Maschine nach Speyer. Man beschloss das 120-Tonnen-Flugzeug in Speyer landen zu lassen, was dem größten Propellerfrachtflugzeug der Welt noch einmal eine Herausforderung bescherte. Um die Landung, die gerne mit der auf einem Flugzeugträger verglichen wird, und den Transport über die Heinkelstraße zum Museum zu ermöglichen, wurden zahlreiche Vorbereitungen getroffen. In der Einflugschneise befindliche Bäume wurden gestutzt und der Zaun am Ende der Landebahn wurde demontiert. Ebenso wurde die Grasfläche zur Straße hin mit Metallplatten beschwert, damit das Flugzeug nicht stecken bleibt. Ein in der Einflugschneise befindliches Museumsgebäude wurde sogar um ein Stockwerk reduziert.

## Motorsport
Zwischen 1979 und 1996 wurde der Flugplatz an zwei Tagen pro Jahr als temporäre Motorsport-Rennstrecke genutzt. Nachdem der AC Schriesheim 1977 und 1978 bereits auf dem nahe gelegenen Flugplatz Mosbach-Lohrbach Motorradrennen veranstaltet hatte, verlegte der Klub im Jahr 1979 die Rennen auf den Flugplatz Speyer. Der Flugplatzkurs hatte anfangs eine Länge von 2,01 km. Ab 1988 wurde er auf ca. 2,43 km verlängert und in entgegengesetzter Richtung befahren. Unter anderem beherbergte er Läufe zur Deutschen Motorrad-Straßenmeisterschaft.